# Zora distincta
Zora distincta är en spindelart som beskrevs av Kulczynski 1915. Zora distincta ingår i släktet Zora och familjen taggfotsspindlar. Inga underarter finns listade i Catalogue of Life.